# Alexis Ruano Delgado
Alexis Ruano Delgado (Málaga, 1985. augusztus 4. –) spanyol labdarúgó. Korábbi labdarúgó, hátvéd. Legutóbb a spanyol Racing de Santander játékosa volt.